# صحت تاریخی قرآن
این مقاله به بررسی صحت تاریخی قرآن به عنوان متنی که توسط محمد به بشریت تحویل داده شد، می‌پردازد.

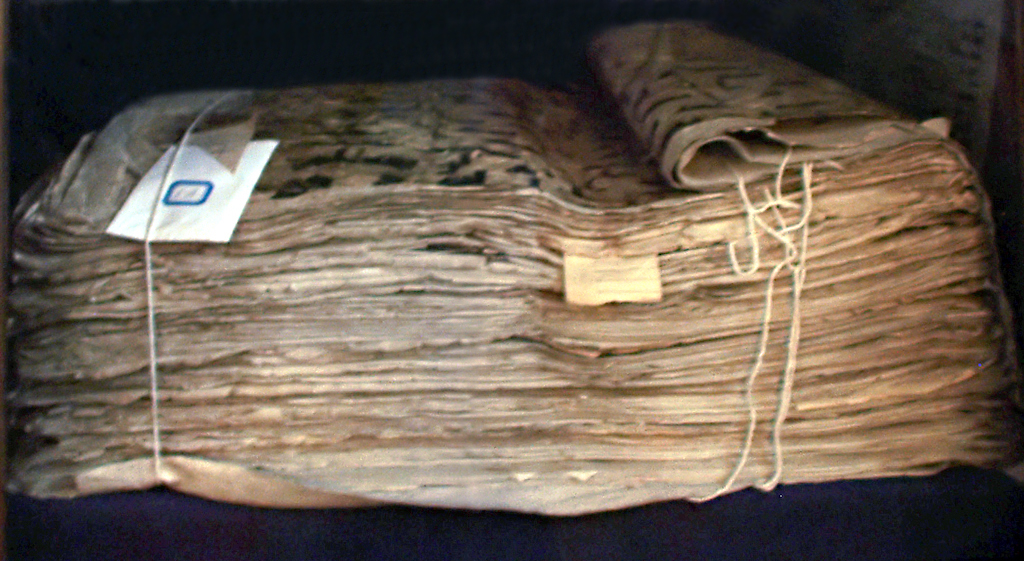
قرآن قرن نهم میلادی، میراث اصلی محمد، پایه‌گذار اسلام

## دیدگاه مسلمانان
مفسرین اهل سنت به صورت تاریخی همواره معتقد به صحت تاریخی قرآن بوده به این معنی که آیات قرآنی که امروزه در دست ما است دقیقاً همان چیزی است که محمد بیان کرده‌است و هیچ‌گونه تغییری اعم از حذف یا اضافه در آن صورت نگرفته‌است. البته اهل سنت به صورت سنتی سه طریق اصلاح را پذیرفته‌است: با استناد به آیاتی مانند رعد ۳۹ یا اعلی ۶–۷ تفاسیر سنتی اهل سنت پذیرفته‌اند که خود خدا ممکن است باعث بشود که محمد برخی از آیات را فراموش کند یا حتی آیاتی از قرآن را حذف کند (مقایسه کنید با تفاسیر شیعه مانند تفسیر المیزان که این موضوع را نمی‌پذیرند). دیگر اینکه ممکن است برخی از آیات قرآن جایگزین آیات دیگر شده باشند (ناسخ و منسوخ). اما علاوه بر این‌ها برخی از علمای اهل سنت هم معتقد بودند که تحت نظارت جبرئیل، محمد برخی از آیات را که به او وحی شده بود را در قرآن قرار نداده‌است. به عنوان مثال به گفته جان بورتان آیه شماره ۲ سوره نور در مورد مجازات زناکار با مجازات سنگسار تفاوت می‌دارد. برخی از فقیهان قدیمی دقیقاً به همین دلیل مجازات سنگسار را رد می‌کردند اما در کل توافقی بین فقیهان در مورد مجازات سنگسار برای زنا وجود داشت. برای بسیاری پذیرش اینکه رفتار و گفتار یک انسان بتواند جایگزین کلمات خدا بشوند وجود نداشت، و به همین دلیل اینگونه استدلال می‌کردند که حتماً می‌بایست آیه سنگساری بوده که در قرآن قرار داده نشده اما حجیت آن باقی‌مانده‌است. در تفاسیر قدیمی روایاتی منتسب به ابی ابن کعب، ابوموسی اشعری، عایشه و غیره نقل شده که مضمون آن‌ها کنار ماندن برخی از آیات در قرآن تدوین شده می‌باشد. بدین سان برخی از علمای اهل سنت به صورت سنتی معتقد بودند که محمد تحت نظارت جبرئیل برخی از آیات را در قرآن قرار نداده اگرچه آن آیات هنوز حجیت خود را داشتند.
از طرف دیگر زیرشاخه میمونیه خوارج ادعا می‌کردند که سوره یوسف به دلیل مضامین عشقی آن به قرآن تعلق ندارد. شیعیان به صورت تاریخی دیدگاه‌های مختلفی داشته‌اند. برخی از شیعیان معتقد بودند که اشارات قرآن به علی و خاندان او در هنگام جمع‌آوری قرآن کنار گذاشته شده و علاوه بر آن تغییرات کوچکی در برخی آیات داده شده‌است. در منابع شیعه روایات متعددی در زمینه تحریف قرآن توسط صحابه محمد به‌دست رسیده که بسیاری از آن‌ها در «کتاب القرائات» (یا «کتاب التنزیل و التحریف») توسط احمد بن محمد السیاری جمع‌آوری شده‌است که نجاشی در مورد او می‌گوید «حدیث او ضعیف و مذهبش فاسد است» و گویا او را متهم به غلو در دین می‌کند. البته در منابع شیعه (مانند تفسیر عیاشی) روایاتی در رد هرگونه تحریف نیز یافت می‌شود. در مورد اینکه چه بخشی از شیعیان قرن اول معتقد به حذف اشارات به علی و خاندان او بودند اختلاف نظر وجود دارد؛ برخی آن‌ها را زیاد و برخی تنها گروهی می‌شمارند.
بارآشر در دانشنامه قرآن می‌گوید: مفسرین قرن چهارم شیعه مانند شیخ مفید، سید مرتضی، شیخ طوسی و شیخ طبرسی معتقد بودند که هر آنچه در قرآن جمع‌آوری شده توسط عثمان آمده صحت دارد (یعنی تغییری در آن صورت نگرفته) اما این قرآن ناقص است (یعنی شامل تمامی وحی‌ای که به محمد شده نمی‌باشد). ولی حسن حسن زاده آملی با نقل اقوال اینان و برخی دیگر، آنان را مخالف اعتقاد به هر گونه کم و زیاده در قرآن دانسته‌است. در دوران صفویه برخی از دانشوران شیعه (مانند ملا محسن فیض کاشانی و محمد باقر مجلسی) معتقد بودند که بر پایه برخی احادیث قدیمی شیعه، قرآن دچار تغییر گشته‌است. اما واقعیت داشتن تحریف قرآن را نمی‌پذیرفته‌اند مثلاً فیض کاشانی به آیه «انا نحن نزلنا الذکر و انا له لحافظون: به تحقیق ما ذکر (قرآن) را نازل کرده و قطعاً آن را حفظ خواهیم نمود» استناد کرده و محمد باقر مجلسی در کتاب بحار الانوار در ردّ اخبار دلالت‌کننده بر کم شدن از قرآن می‌گوید: «این اخبار، اخبار آحاد هستند و قطع به صحت آنها پیدا نمی‌شود» دانشورانی مانند سید ابوالقاسم خویی و عبدالله جوادی آملی نیز علیه تحریف قرآن استدلال کرده‌اند. 
بسیاری از محققان مسلمان مانند سید محمدباقر صدر سید محمدباقر حکیم و سیدکمال حیدری معتقدند که قرآن در زمان پیامبر علاوه بر آنکه نوشته شده به صورت کتاب نیز تدوین شده بود.
سید حسین مدرسی طباطبایی در بررسی خود نشان می‌دهد که روایت‌های تحریف قرآن اخبار واحدی هستند که توسط اهل سنت برای منزلت‌بخشی به برخی صحابه ساخته شده‌اند و باهم تناقضات بسیار شدیدی دارند. این روایات به درون شیعه نیز راه یافته و توسط برخی مناظره‌گران شیعی مانند هشام بن حکم در مناظره با اهل سنت استفاده شده‌اند. فضل بن شاذان اهل سنت را به دلیل اعتقاد به تحریف قرآن مذمت می‌کند که نشان می‌دهد در قرن سوم هجری شیعیان به عدم تحریف معتقد بودند. شیخ صدوق به شدت عقیده به تحریف را رد می‌کرد و مرتضی علم‌الهدی کسانی را که به تحریف معتقد بودند را تکفیر می‌کرد. وی می‌افزاید امامان و دانشوران شیعه قرن دوم هجری ایده تحریف متن قرآن را رّد کردند. شاهد این مطلب این است که در فهرست بلند گلایه‌های آن‌ها از سه خلیفه اول، اتهام تغییر متن به چشم نمی‌خورد. به جای آن بیان می‌داشتند که خلفا و پیروان آن‌ها «صورت متن را حفظ کردند ولی پیغام آن را مخدوش نموده‌اند». احادیث زیادی وجود دارد که اعتقاد امامان شیعه در مورد صحت متن قرآن جمع‌آوری شده توسط عثمان را نشان می‌دهد. تنها نکته مورد اختلاف با مصحف عثمان شکل تنظیم سوره‌های ۹۳ و ۹۴ و نیز ۱۰۵ و ۱۰۶ است. امامان شیعه اظهار می‌داشتند که سوره‌های ۱۰۵ و ۱۰۶ یک سوره واحد هستند همان‌طور که در مصحف ابی بن کعب آمده‌است. مشابهاً آن‌ها سوره‌های ۹۳ و ۹۴ را یک سوره به حساب می‌آوردند. برداشت آخر مورد تأیید حاکمان صدر اسلام همچون عمر بن عبدالعزیز و طاووس ابن کیسان نیز بوده‌است.

## دیدگاه مورخان غربی

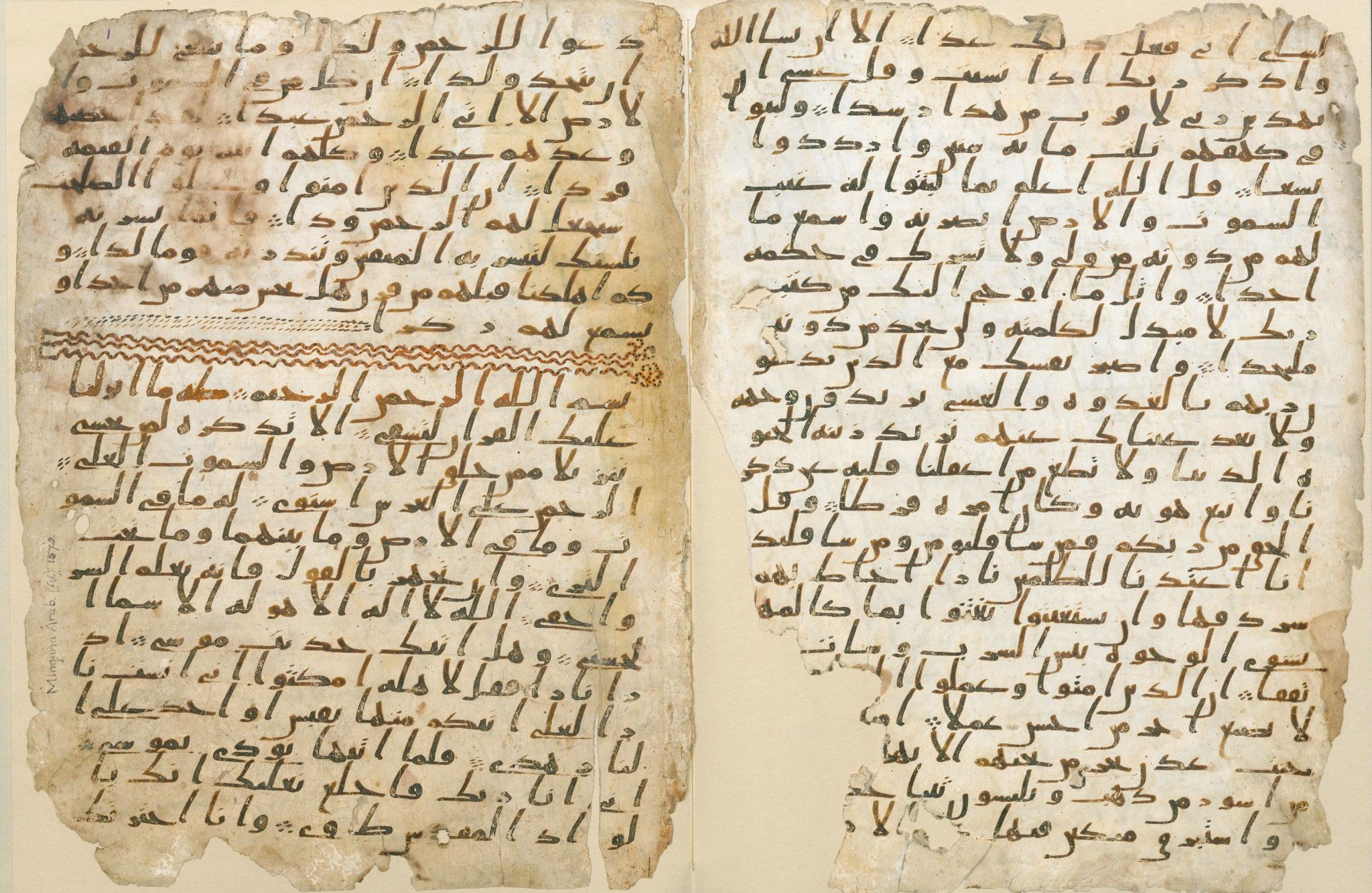
قدیمی‌ترین نسخه از سوره‌هایی از قرآن که در دانشگاه بیرمنگام کشف شده‌است و با ۹۵ درصد احتمال به سال‌های ۵۶۸ تا ۶۴۵ میلادی مربوط می‌شود.

به عقیده دکتر دیوید توماس از دانشگاه بیرمنگام قدیمی‌ترین نسخه موجود از چند سوره قرآن، نسخه‌ایست که با ۹۵ درصد احتمال به سال‌های ۵۶۸ تا ۶۴۵ میلادی مربوط می‌شود و در سال ۲۰۱۵ در کتابخانه دانشگاه بیرمنگام کشف شده‌است.
فرانسیس ادوارد پیترز، مورخ و استاد دانشگاه نیویورک، می‌گوید که تلاش‌ها برای بازسازی متن اولیه و دست نخورده قرآن در آکادمیای غربی چیزی که تفاوت برجسته‌ای با متن حال حاضر قرآن داشته باشد را به‌دست نداده‌است. البته برخی از شیعیان معتقد بودند که بخش‌هایی از قرآن (قرآن شیعی) که به علی اشاره داشته از قرآن حذف شده اما به‌گفتهٔ پیترز دلایل آورده شده آنقدر ضعیف و عقیدتی است که بجز عده قلیلی، بقیه قانع شده‌اند که آنچه امروز در دستان ما است چیزی است که از زبان محمد خارج شده‌است. به‌گفتهٔ ویلیام مونتگمری وات و ریچارد بل، اگر هرگونه تغییری از طریق اضافه کردن، حذف کردن، یا تغییر متن اتفاق افتاده بود، تقریباً با قطعیت جدال درمی‌گرفت، ولی رد و نشانی کمی از جدال مشاهده می‌کنیم. خیلی از افراد مذهبی‌تر مسلمان رفتار عثمان را توهین‌آمیز یافتند و او نهایتاً بسیار غیرمحبوب شد، اما عموماً اتهام تحریف قرآن در لیست‌اتهامات او قرار نگرفته و هیچ‌وقت نکته اصلی نبوده‌است. اما این‌اتهام به همان اندازه به عثمان وارد شده که به دو خلیفه اول، که قرآن اولین بار تحت نظارت آن‌ها فرض شده‌است که جمع شده، نیز وارد شده‌است. به‌گفتهٔ وات و بل، این ادعا بر پایه دلایل اعتقادی بوده و برای مورخان مدرن جذابیتی ندارد. به‌گفتهٔ وات و بل، مطالعات مدرن قرآن هیچ دلیل جدی‌ای بر وقوع تحریف برجسته در قرآن ارائه نکرده‌است. اگر چه سبک قرآن تغییر می‌کند ولی تقریباً تردیدی از صحت آن باقی نمی‌گذارد. آنچنان کل قرآن به‌شکل واضحی حالت یکنواختی دارد که شک نسبت به خلوص آن بسختی ممکن است پیش بیاید. البته برخی از اسلام‌شناسان غربی صحت از آیات خاص مورد شک قرار داده‌اند؛ مثلاً سیلوستر دی سکی آیه ۱۴۴ از سوره آل عمران را که صحبت از فانی بودن محمد می‌کند را مشکوک یافته و جهت استدلال به داستان عمر اشاره می‌کند که حاضر نبوده بپذیرد که محمد فوت کرده‌است و ابوبکر او را مورد خطاب قرار می‌دهد. وات و بل به تحلیل این آیه پرداخته و احتمال اینکه این آیه، جعلی از ابوبکر باشد را رد و بسیار غیر محتمل می‌یابند. البته پذیرش کلی اینکه قرآنی که امروزه در دست ماست کلامی است که از زبان محمد خارج شده به معنی این نیست که بحث‌هایی در مورد آیات خاص در جریان نباشد. ویلیام مونتگمری وات و ریچارد بل می‌گویند که در قرآن شاهد تغییرات سریع ریتم، تکرار کلمات یا عبارات در آیات کنار هم، حضور ناگهانی آیه‌ای که موضوعی متفاوت با آیات اطرافش دارد، برخورد متفاوت با یک موضوع در آیات کنار هم، شکاف‌ها در ساختار گرامری، تغییرات ناگهانی در طول آیات، تغییر ناگهانی سوم شخص به اول شخص، یا مفرد به جمع، و کنار هم آمدن آیاتی که در ظاهر معنی متفاوتی دارند هستیم. این‌ها عموماً مشخصه خاص متن قرآن در نظر گرفته شده‌اند. اما بل و وات پیشنهاد می‌کنند که ممکن است دلیل این‌ها تغییر، اصلاح و بازنویسی در متن آن باشد. به‌گفتهٔ وات و بل حتی اگر هم این دیدگاه نیز پذیرفته نشود، لازم است که توجیهی برای این حالت متن قرآن داده شود.
مورخینی هم هستند که دیدگاه‌هایی مخالف عقیده عموم مورخان دارند. به عنوان مثال جان وانسبرو معتقد است که قرآن کنار هم گذاشته شده متون مقدس دیگر، از جمله متون مقدس مسیحی-یهودی است. مایکل کووک و پاتریکا کرون نگاه سنتی نسبت به نحوه تدوین قرآن را رد کرده و می‌گویند که هیچ شاهد قوی‌ای مبنی بر اینکه قرآنی قبل از دهه پایانی قرن هفتم میلادی وجود داشته نداریم. گرد پوین می‌گوید که قرآن ملغمه‌ای از متونی است که برخی از آن‌ها ممکن است صد سال قبل از محمد هم وجود داشته‌اند. اگر چه بعضاً خلاقیت و تازگی برخی از این دیدگاه‌ها ستوده شده ولی صحت این نظریات مورد حمله یا تمسخر قرار گرفته‌اند: به عنوان مثال وان اس در رد نظریه کووک و کرون می‌گوید که «به رد کردن این نظریه احتیاجی نباشد زیرا نویسندگان تلاشی مفصل برای اثبات آن نمی‌کنند. آنجاهایی که تفسیر جدیدی از حقایق مشهور می‌دهند، تفسیر آنها قطعی نیست. اما آنجایی که آگاهانه حقایق پذیرفته شده را معکوس می‌کنند، روش آنها فاجعه‌بار است.»